# Broadway Danny Rose
Broadway Danny Rose és una pel·lícula estatunidenca de comèdia, dirigida per Woody Allen i estrenada el 1984. La pel·lícula es va doblar al català.

## Argument
En un restaurant, un petit grup d'artistes rememora les angoixes del patètic Danny Rose, mediocre empresari flanquejat d'improbables artistes.

## Repartiment
- Woody Allen: Danny Rose
- Mia Farrow: Tina Vitale
- Nick Apollo Forte: Lou Canova
- Sandy Baron: ell mateix
- Corbett Monica: ell mateix
- Jackie Gayle: ell mateix
- Morty Gunty: ell mateix
- Will Jordan: ell mateix
- Milton Berle: ell mateix
- Paul Greco: Vito Rispoli
- Frank Renzulli: Joe Rispoli
- Edwin Bordo: Johnny Rispoli
- Sandy Richman: Teresa
- Olga Barbato: Angelina
- Gerald Schoenfeld: Sid Bacharach
- Herb Reynolds: Barney Dunn
- Maggie Ranone: la noia de Lou

## Al voltant de la pel·lícula
- Mia Farrow porta ulleres de sol, ja que Woody Allen volia mostrar Tina Vitale com una dona italiana de caràcter de temple. L'única vegada a la pel·lícula on no en porta, sembla en efecte molt més vulnerable.[3]
- El paper de Lou Canona va ser proposat al principi a Sylvester Stallone.
- El rodatge ha tingut lloc el 1982 a Nova Jersey i a Nova York. Algunes escenes han estat rodades al restaurant Carnegie Deli a Manhattan.
- La pel·lícula ha estat nominada per a dos Oscars: el del millor director i el del millor guió original[4]